# 那空是贪玛叻
那空是贪玛叻也称洛坤，位于泰国南部马来半岛，是那空是贪玛叻府的首府。也可能是中国古籍上记载的“登流眉国（亦稱單馬令，Tambralinga）”所在地。
那空是贪玛叻是南部的第二大府，在三佛齊（Srivijaya）时期是主要的佛教胜地，距曼谷780公里，面积9942平方公里，西部是高原和山脉，地势西高东低，在沿着泰国湾海岸线成为一个盆地。

## 历史
中国宋朝史籍对登流眉的异译为丁流眉、丹流眉，或误为丹眉流、甘眉流、州眉流、州湄。元朝史籍作丹马令国、单马令国，均为梵文Tambralinga对音。为古代东西方船舶常到之地，与中国建立友好关系。咸平四年（1001年），其国主遣使至北宋朝贡，贡品有木香千斤、苏木万斤、象牙60余株及黄连、紫草、红毡、花布诸物，宋真宗召见于崇德殿，并赐冠带、服物。1196年再遣使至中国，建立友好关系。原为真腊之附属，后为三佛齐（室利佛逝，今苏门答腊巨港）属国。13世纪独立，国内崇信小乘佛教，曾二次远征锡兰（今斯里兰卡）。14世纪渐衰，为暹罗国所并。

## 景观
除了其悠久的历史以外，那空是贪玛叻值得自豪的是翠绿的原始森林和丰富的植被，并以风景如画的海滩和优美的瀑布著称。

## 延伸阅读
[在维基数据编辑]
 《欽定古今圖書集成·方輿彙編·邊裔典·丹眉流部》，出自陈梦雷《古今圖書集成》
 《宋史/卷489》，出自脱脱《宋史》